# Globula Boka

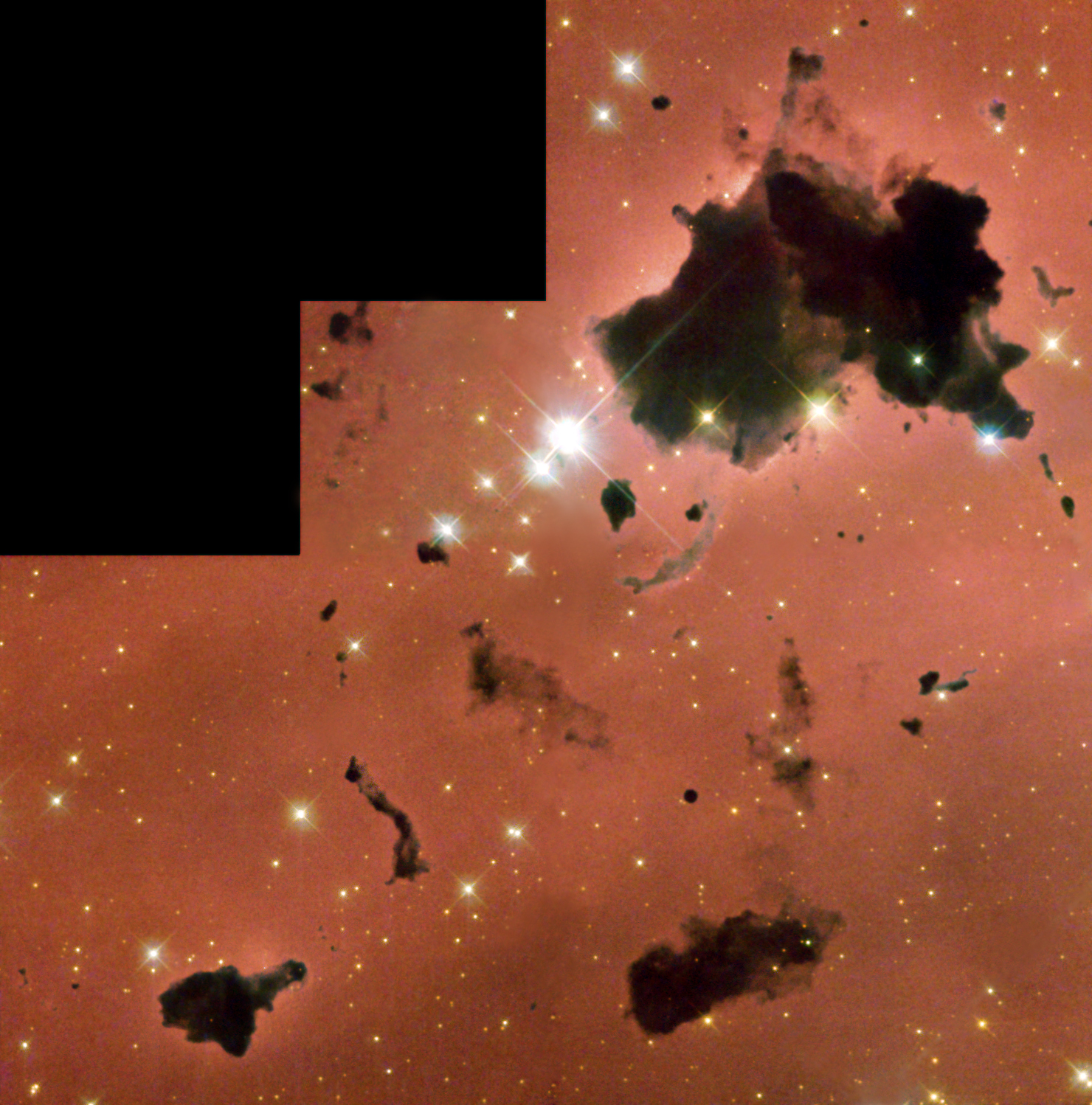
Globula Boka w IC 2944 („Biegnący kurczak”)

Globula Boka (Mgławica Boka) (łac. globulus – kulka) – rodzaj ciemnej mgławicy, składającej się z gęstego pyłu i gazu, w których ma miejsce proces tworzenia się gwiazd. Typowa masa takiego ciała wynosi 10-50 mas Słońca, a rozmiary są rzędu roku świetlnego lub więcej. Chmura zawiera molekuły wodoru (H2), helu, tlenku węgla  oraz około 1% krzemionki. Globule Boka powstają najczęściej w wyniku formowania się układów podwójnych lub wielokrotnych gwiazd.
Mgławica Boka została po raz pierwszy zaobserwowana przez Barta Boka w latach 40. XX wieku.
W pracy opublikowanej przez Boka i E.F. Reilly postawili oni hipotezę, że chmury te są „kokonami”, w których rodzą się gwiazdy. Hipoteza ta była trudna do weryfikacji z powodu problemów obserwacyjnych w ustaleniu, co dzieje się wewnątrz gęstych ciemnych mgławic, które zasłaniają całe emitowane w ich wnętrzu światło. Analiza promieniowania podczerwonego wysyłanego przez te obiekty potwierdziła w 1990 roku tę hipotezę. Dalsze obserwacje ujawniły, że niektóre globule Boka zawierają zatopione w nich źródła ciepła, inne zawierają obiekty Herbiga-Haro, a niektóre jeszcze wykazują wypływ gazu molekularnego. Analiza linii milimetrowej długości dostarczyła dowodu spadku materii w dysku akrecyjnym protogwiazdy.